# Kepler-1229b
Kepler-1229b ist ein Exoplanet in der habitablen Zone des Sternes Kepler-1229, der als Roter Zwerg klassifiziert wird. Er befindet sich im Sternbild Cygnus (Schwan) und ist etwa 750 Lichtjahre von der Erde entfernt. Sein Radius beträgt ungefähr das 1,4-Fache des Erdradius.
Entdeckt wurde der Planet 2016 vom Ames Research Center mit der Transitmethode.

## Zentralstern
Der Stern hat eine abgeschätzte Masse von etwa 0,54 M☉ und etwa 0,51 R☉. Seine Oberflächentemperatur wird auf knapp 3800 K geschätzt. Die Metallizität liegt bei etwa −0,06.